# Gisela Weiß (Schwimmerin)

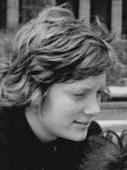
Gisela Weiß (1962)

Gisela Weiß (* 16. Oktober 1943 in Böhmisch Kamnitz, Reichsgau Sudetenland), nach Heirat Gisela Engelhardt ist eine ehemalige deutsche Schwimmerin, die für die DDR und die gesamtdeutsche Mannschaft antrat.

## Leben
Die Mutter von Gisela Weiß, eine Leipzigerin, brachte ihre Tochter zur Welt, als sie während des Zweiten Weltkriegs ins Sudetenland evakuiert war. Giselas Vater fiel während des Krieges an der Ostfront. Nach dem Krieg kehrten Mutter und Tochter nach Leipzig zurück. Gisela Weiß begann frühzeitig mit dem Schwimmsport und wurde insbesondere vom holländischen Trainer Johann van Hemsbergen gefördert. Die Schwimmerin vom SC DHfK Leipzig verbesserte 1959 und 1960 insgesamt fünfmal den DDR-Rekord über 400 Meter Freistil, ihre Bestmarke von 5:01,5 Minuten wurde erst 1963 durch Helga Zimmermann verbessert. 1959 belegte Weiß hinter Christel Steffin und 1960 hinter Helga Zimmermann jeweils den zweiten Platz bei den DDR-Meisterschaften über 400 Meter, 1961 gewann sie den Titel. Von 1959 bis 1961 gehörte Gisela Weiß jeweils der bei den DDR-Meisterschaften siegreichen 4-mal-100-Meter-Freistilstaffel und der 4-mal-100-Meter-Lagenstaffel an.
Bei der Qualifikation zur gesamtdeutschen Mannschaft bei den Olympischen Spielen 1960 in Rom konnte sich Gisela Weiß über 400 Meter als Zweite hinter der westdeutschen Schwimmerin Ursel Brunner durchsetzen. Zusätzlich gelang ihr die Qualifikation für die Freistilstaffel. Während sie über 400 Meter im Vorlauf ausschied, gelang der deutschen Staffel im Finale der dritte Platz hinter den Schwimmerinnen aus den Vereinigten Staaten und aus Australien. Mit Christel Steffin, Heidi Pechstein und Gisela Weiß gehörten drei Schwimmerinnen aus der DDR zur deutschen Staffel, Schlussschwimmern war Ursel Brunner. Zwei Jahre nach Rom gehörte Gisela Weiß bei den Europameisterschaften 1962 in Leipzig erneut zur 4-mal-100-Meter-Freistilstaffel. Die Staffel aus der DDR belegte den fünften Platz.
Gisela Weiß beendete 1963 ihre aktive Laufbahn und begann mit dem Medizinstudium. 1964 heiratete sie den mehrfachen DDR-Meister Karl-Heinz Engelhardt. Gisela Engelhardt war bis zur Wende als Sportärztin Bereichsleiterin an der Kinder- und Jugendsportschule in Leipzig und betreute daneben Sportler des SC DHfK. Nach der Wende war sie bis 2003 in einer Reha-Klinik tätig.